# 富樫倫太郎
富樫 倫太郎（とがし りんたろう、1961年 - ）は、日本の小説家。北海道函館市出身。日本推理作家協会所属。

## 略歴
北海道札幌東高等学校を経て北海道大学経済学部卒業後、3年の会社員生活ののち、本格的な執筆活動へ入る。
15年間に60回以上投稿しては落選をし続けた。1998年、『修羅の跫（あしおと）』で第4回歴史群像大賞を受賞しデビュー。
以後、歴史小説・時代小説・警察小説のジャンルを執筆する。
『早雲の軍配者』で週刊朝日の「2010年 歴史・時代小説ベスト10」にて第1位を獲得。また2011年には同作で第32回吉川英治文学新人賞の候補に選ばれる。

## 作品リスト

### シリーズ作品
- 陰陽寮シリーズ
  - 壱 安倍晴明篇（1999年4月 トクマ・ノベルス）
  - 弐 怨霊篇（1999年7月 トクマ・ノベルス）
  - 参 丹波死闘篇（2000年1月 トクマ・ノベルス）
  - 四 晴明復活篇（上）（2001年1月 トクマ・ノベルス）
  - 伍 晴明復活篇（下）（2001年1月 トクマ・ノベルス）
  - 六 平安地獄篇（2002年3月 トクマ・ノベルス）
  - 七 異属侵攻篇（2003年7月 トクマ・ノベルス）
  - 八 王都炎上篇（2004年2月 トクマ・ノベルス）
  - 九 永劫回帰篇（上）（2005年5月 トクマ・ノベルス）
  - 十 永劫回帰篇（下）（2005年5月 トクマ・ノベルス）
- 陰陽寮外伝シリーズ
  - 晴明百物語（2001年10月 トクマ・ノベルス / 2004年5月 徳間文庫）
  - 烈願鬼 晴明百物語（2002年12月 トクマ・ノベルス）
  - 八百比丘尼 晴明百物語（2004年12月 トクマ・ノベルス）
- MUSASHI!シリーズ
  - 壱 蜘蛛塚（2002年1月 カッパ・ノベルス）
  - 弐 二十六聖人の殉教（2002年11月 カッパ・ノベルス）
- 闇の獄シリーズ
  - 闇の獄（2003年7月 中央公論新社 / 2014年12月 中公文庫【上・下】）
  - 闇夜の鴉 座頭新市（2007年6月 徳間書店）
    - 【改題】闇夜の鴉（2010年12月 徳間文庫 / 2015年4月 中公文庫）
- 妖説 源氏物語
  - 妖説 源氏物語 壱（2003年12月 C★NOVELS / 2005年6月 中公文庫）
  - 妖説 源氏物語 弐（2004年4月 C★NOVELS / 2005年7月 中公文庫）
  - 妖説 源氏物語 参（2004年8月 C★NOVELS / 2005年9月 中公文庫）
- 土方歳三 蝦夷血風録
  - 箱館売ります 幕末ガルトネル事件異聞（2004年5月 実業之日本社）
    - 【改題】箱館売ります（2013年4月 中公文庫【上・下】）

  - 殺生石（2004年11月 カッパ・ノベルス）
    - 【改題】神威の矢（2013年8月 中公文庫【上・下】）

  - 美姫血戦 松前パン事始異聞（2005年9月 実業之日本社）
    - 【改題】松前の花（2013年6月 中公文庫【上・下】）
- 新・雨月物語シリーズ
  - 曾根崎比丘尼（2005年8月 C★NOVELS）
  - 天満ばけもの巡り（2006年1月 C★NOVELS）
- 太子暗黒伝
  - 壱 厩戸皇子篇（2006年7月 トクマ・ノベルス）
  - 弐 出雲燃ゆ（2006年12月 トクマ・ノベルス）
- すみだ川物語
  - 宝善寺組悲譚（2007年2月 中公文庫）
  - 切れた絆（2007年3月 中公文庫）
  - 別れ道（2007年5月 中公文庫）
- 市太郎人情控
  - たそがれの町（2007年11月 徳間文庫 / 2013年6月 祥伝社文庫）
  - 残り火の町（2008年1月 徳間文庫 / 2013年7月 祥伝社文庫）
  - 木枯らしの町（2008年7月 徳間文庫 / 2013年9月 祥伝社文庫）
- 堂島物語
  - 堂島物語（2008年1月 毎日新聞社 / 2011年8月「曙光篇」「青雲篇」中公文庫）
  - いのちの米（2008年6月 毎日新聞社 / 2011年10月「立志篇」「背水篇」中公文庫）
  - 堂島出世物語（2009年7月 毎日新聞社 / 2012年2月「漆黒篇」「出世篇」中公文庫）
- とむらい組見参シリーズ
  - 雷神の剣（2008年1月 徳間文庫）
  - 赤炎の剣（2009年1月 徳間文庫）
  - 百舌贄の剣（2009年5月 徳間文庫）
- SRO 警視庁広域捜査専任特別調査室シリーズ
  - SROI 警視庁広域捜査専任特別調査室（2009年10月 C★NOVELS / 2010年11月 中公文庫）
  - SROII 死の天使（2011年1月 中公文庫）
  - SROIII キラークィーン（2011年3月 中公文庫）
  - SROIV 黒い羊（2011年12月 中公文庫）
  - SROV ボディファーム（2013年3月 中公文庫）
  - 房子という女 SRO episode0（2014年3月 中央公論新社 / 2016年3月 中公文庫）
  - SROVI 四重人格（2015年9月 中公文庫）
  - SROVII ブラックナイト（2017年7月 中公文庫）
  - SROVIII 名前のない馬たち（2019年7月 中公文庫）
  - SROIX ストレートシューター（2022年3月 中公文庫）
  - SRO neoI 新世界（2024年1月 中公文庫）
- 軍配者三部作
  - 早雲の軍配者（2010年2月 中央公論新社 / 2013年11月 中公文庫【上・下】）
  - 信玄の軍配者（2010年12月 中央公論新社 / 2014年2月 中公文庫【上・下】）
  - 謙信の軍配者（2011年7月 中央公論新社 / 2014年5月 中公文庫【上・下】）
- 北条早雲
  - 青雲飛翔篇（2013年11月 中央公論新社 / 2020年2月 中公文庫）
  - 悪人覚醒篇（2014年12月 中央公論新社 / 2020年3月 中公文庫）
  - 相模侵攻篇（2016年2月 中央公論新社 / 2020年4月 中公文庫）
  - 明鏡止水篇（2017年4月 中央公論新社 / 2020年5月 中公文庫）
  - 疾風怒濤篇（2018年6月 中央公論新社 / 2020年6月 中公文庫）
- 風の如く
  - 吉田松陰篇（2014年11月 講談社 / 2018年5月 講談社文庫）
  - 久坂玄瑞篇（2015年6月 講談社 / 2018年6月 講談社文庫）
  - 高杉晋作篇（2016年6月 講談社 / 2018年7月 講談社文庫）
- 「小早川冬彦」シリーズ
  - 生活安全課0係シリーズ
    - ファイヤーボール（2013年7月 祥伝社 / 2016年1月 祥伝社文庫）
    - ヘッドゲーム（2016年1月 祥伝社文庫）
    - バタフライ（2016年2月 祥伝社文庫）
    - スローダンサー（2016年4月 祥伝社文庫）
    - エンジェルダスター（2017年7月 祥伝社文庫）
    - ブレイクアウト（2019年5月 祥伝社文庫）

  - 警視庁ゼロ係小早川冬彦I 特命捜査対策室（2021年3月 祥伝社文庫）
  - 警視庁ゼロ係小早川冬彦II スカイフライヤーズ（2023年5月 祥伝社文庫）
- スカーフェイス
  - スカーフェイス 警視庁特別捜査第三係・淵神律子（2014年10月 幻冬舎 / 2018年8月 講談社文庫）
  - スカーフェイス2 デッドリミット 警視庁特別捜査第三係・淵神律子（2019年1月 講談社文庫）
  - スカーフェイス3 ブラッドライン 警視庁特別捜査第三係・淵神律子（2019年8月 講談社文庫）
  - スカーフェイス4 デストラップ 警視庁特別捜査第三係・淵神律子（2021年9月 講談社文庫）
- 警視庁SM班シリーズ
  - 警視庁SM班I シークレット・ミッション（2020年3月 角川文庫）
  - 警視庁SM班II モンスター（2020年5月 角川文庫）
  - 警視庁SM班III スリーパー（2022年3月 角川文庫）
- 北条氏康
  - 北条氏康 二世継承篇（2020年3月 中央公論新社）
  - 北条氏康 大願成就篇（2021年7月 中央公論新社）
  - 北条氏康 河越夜襲篇（2022年11月 中央公論新社）
  - 北条氏康 関東争乱篇（2024年7月 中央公論新社）
- ちぎれ雲
  - ちぎれ雲（一）浮遊の剣（2024年3月 中公文庫）
  - ちぎれ雲（二）女犯の剣（2024年4月 中公文庫）

### シリーズ外作品
- 修羅の跫（1998年5月 学研マーケティング）
  - 【改題】地獄の佳き日（2003年6月 光文社文庫）
- 雄呂血（2000年4月 カッパ・ノベルス / 2003年8月 光文社文庫）
- 女郎蜘蛛（2001年7月 光文社 / 2004年7月 光文社文庫）
- 風狂奇行（2002年5月 廣済堂出版）
- 蟻地獄（2002年12月 中央公論新社 / 2007年9月 中公文庫）
- 鬼が泣く 中山伊織仕置伺帳（2012年3月 祥伝社）
  - 「鬼になった男」（初出：『小説宝石』2005年11月号）
  - 「鬼が泣く」（初出：『小説宝石』2006年9月号「夜鷹殺し」改題）
  - 「密告者（いぬ）」（初出：『問題小説』2004年3月号）
  - 「昔の女」（初出：『小説宝石』2006年6月号）
  - 「ろくでなし」（初出：『小説宝石』2007年4月号）
  - 「赤目の岩蔵」（初出：『小説宝石』2007年12月号）
  - 「悋気講の夜」（初出：『小説宝石』2008年4月号）
  - 「雷神党一件」（初出：『小説宝石』2008年10月号）
- 信長の二十四時間（2013年2月 NHK出版 / 2017年10月 講談社文庫）
- 白頭の人（2015年2月 潮出版社）
  - 【改題】白頭の人 大谷刑部吉継の生涯（2018年8月 中公文庫）
- 土方歳三（2015年4月 KADOKAWA【上・下】 / 2017年4-6月 角川文庫【上・中・下】）
- 捜査一課OB ぼくの愛したオクトパス（2021年5月 中央公論新社）

### 単行本未収録作品
- 蛙合戦（2003年 月刊ジェイ・ノベル 1月号）[3]

## メディア・ミックス

### テレビドラマ
TBS系
- 月曜ゴールデン
  - SRO〜警視庁広域捜査専任特別調査室〜（2013年12月9日、主演：木村佳乃）

テレビ東京系
- 警視庁ゼロ係〜生活安全課なんでも相談室〜、主演：小泉孝太郎、原作：生活安全課0係シリーズ）
  - FIRST SEASON（2016年1月15日 - 2月26日、全7話、「金曜8時のドラマ」枠）
  - SECOND SEASON（2017年7月21日 - 9月15日、全8話、「金曜8時のドラマ」枠）
  - THIRD SEASON（2018年7月20日 - 9月14日、全7話、「金曜8時のドラマ」枠）
  - SEASON4（2019年7月19日 - 9月6日、全8話、「金曜8時のドラマ」枠）
  - 出張捜査SP（2021年1月25日）
  - SEASON5（2021年4月30日 - 7月2日、全10話、「金曜8時のドラマ」枠）
  - 愛と涙のさよならスペシャル（2022年11月7日、「月曜プレミア8」枠）
  - スカイフライヤーズ（2024年7月22日、「月曜プレミア8」枠）

### 漫画
- 早雲の軍配者（作画：ちさかあや、月刊コミックガーデン（マッグガーデン）連載、全2巻）